# Adi Nalic
Adi Nalić (bosniskt uttal: [ǎdi nâlitɕ]), född 1 december 1997 i Ivetofta församling, Skåne län, är en svensk-bosnisk fotbollsspelare som spelar som offensiv mittfältare/anfallare, senast för Almere City i nederländska Eredivisie. Han har även representerat det bosniska landslaget. Nalić är född i Sölvesborg och fostrad i Mjällby AIF.

## Klubblagskarriär
Nalić började spela pojkfotboll i Sölvesborgs GoIF. I 15-16-årsåldern provtränade Nalić för Fiorentina, Milan och Stuttgart. Han blev även erbjuden ett kontrakt av Milan, men valde att stanna i Sverige.

### Mjällby AIF, Landskrona BoIS
I augusti 2016 flyttades Nalić upp i Mjällby AIF:s A-lag. Det blev 5 framträdanden för MAIF i Ettan Södra innan han i december 2016 värvades av Landskrona BoIS. Säsongen 2017 var han med om att spela upp laget i Superettan men sejouren i näst högsta serien blev kortvarig och när klubben blev klar för nedflyttning till Division 1 lämnade Nalić Landskrona i samband med sitt utgående kontrakt.

### Malmö FF

#### 2018–2020
Den 16 november 2018 värvades Nalić av Malmö FF, där han skrev på ett fyraårskontrakt. Han gjorde sin debut för klubben i en träningsmatch mot IFK Malmö den 18 januari 2019. Tävlingsdebuten skedde den 25 februari 2019 i en bortamatch mot Östers IF i Svenska cupen. Sitt första mål för klubben gjorde han i mars 2019 i en träningsmatch mot engelska Brentford FC.
Den 21 mars 2019 lånades Nalić ut till AFC Eskilstuna. Under lånesejouren gjorde han 5 mål på 20 framträdanden. Nalićs prestationer fick beröm av MFF:s sportchef Daniel Andersson som inför kommande säsong kallade tillbaka honom klubben. Nalić blev SM-guldmedaljör med Malmö FF 2020 och avslutade säsongen med två mål och två assist på 20 framträdanden varav fem från start.

#### Säsongen 2021
Inför säsongen 2021, efter Malmös värvningar av de offensiva spelarna Antonio Čolak och Veljko Birmančević, ryktades att Nalić var på väg bort från klubben. Intresse rapporterades från ett flertal allsvenska klubbar, bland dessa Sirius, Örebro, Hammarby och Häcken. Tränare Jon Dahl Tomasson gick emellertid ut och dementerade flyttryktena och beskrev Nalić som en viktig del av truppen efter att han stått för flera starka insatser i U21-laget.
Sitt första mål för den allsvenska säsongen 2021 gjorde Nalić i en förlustmatch mot Djurgården den 3 maj, Malmös enda mål i matchen som slutade 3-1. Andra målet för året, ett drömmål i tredje matchminuten mot Örebro på bortaplan, kom den 24 maj när MFF besegrade motståndarlaget med 2-1. 17 juli stod Nalić både för ett mål och en assist i en 5-0-vinst mot Degerfors.
Med fyra mål och fyra assist i samtliga tävlingar var Nalić i augusti 2021 en av Allsvenskans mest effektiva spelare sett till speltid. Den 29 augusti avslöjades det att den tyska Bundesliga-klubben Greuther Fürth lagt ett bud på 4,5 miljoner på Nalić. Budet avvisades emellertid av Malmö FF och Nalić kom att bli kvar i klubben som just kvalificerat sig för gruppspel i Champions League.
Den 11 september gjorde Nalić sitt fjärde mål för säsongen, ett elegant klackmål mot IFK Norrköping. Den 14 september gjorde han debut i Champions League mot Juventus. Den 25 september slog han till igen mot Örebro och satte sitt femte mål för säsongen, även detta ett högklassigt klackmål. Nästa mål, sitt sjätte, gjorde han den 16 oktober mot Östersund.
Den 4 september vann Nalić för andra året i rad SM-guld med Malmö FF.

#### Säsongen 2022
Nalić spelade från start i Malmö FF:s premiärmatch i Allsvenskan 2022 mot Kalmar FF, en match som Malmö vann med 1-0 på bortaplan.
Den 21 april var olyckan framme för Nalić. I slutminuterna av matchen mot IFK Värnamo hamnade han i närkamp vid sidlinjen och vred till sitt knä. Han blev liggande och fick tas omhand av läkarteamet vid sidan av planen. Några dagar senare meddelade Malmö FF att Nalić ådragit sig en ledbandsskada i knät som dessvärre kräver operation och att säsongen för hans del var över. Han hann göra fyra framträdanden säsongen 2022.
Nalićs kontrakt med Malmö FF gick ut vid årsskiftet och i januari 2023 uppgavs det i medier att Stockholmsklubben Hammarby var nära att göra klart med den klubblöse spelaren.

### Hammarby IF
Den 7 januari 2023 blev Adi Nalić klar för Hammarby IF. Han skrev på ett två-årskontrakt med option för ytterligare ett år.
Debuten för Hammarby kom i säsongens andra omgång, borta mot regerande mästarna BK Häcken. Nalić byttes då in i 82:a minuten vid underläge 3-1. Sitt första mål för Hammarby gjorde han i en bortamatch mot sin gamla klubb Malmö FF den 30 april 2023. Första matchen från start gjorde han den 14 maj mot Djurgården i den åttonde omgången av Allsvenskan.
Den 30 juli gjorde han sitt andra mål i Hammarbytröjan, ett drömmål mot IFK Norrköping där han fick bollen på vänsterkanten, vek inåt i planen och sedan smällde in bollen i bortre krysset. I matchen därpå, mot Elfsborg den 13 augusti, gjorde han sitt tredje mål för säsongen och hyllades av tränare Martí Cifuentes för sin "bästa insats i Hammarby". 8 oktober gjorde han mål igen, denna gång mot BK Häcken.
Nalić avslutade säsongen med 4 mål på 26 matcher och Hammarby slutade på sjunde plats i Allsvenskan.
Den 4 december stod det klart att Nalić lämnar Hammarby i förtid. Klubben meddelade på sin hemsida att parterna bryter kontraktet. Sportchef Mikael Hjelmberg sade i pressmeddelandet att "Adi har bidragit på ett bra sätt till Hammarby. Han har lagt ner ett jättejobb på att komma tillbaka från sin skada och lyckats bra. Nu vill Adi ta nästa steg i sin karriär och vi får en möjlighet att bygga om vår offensiv. Vi vill tacka Adi för hans tid hos oss och önskar honom stort lycka till i sin fortsatta karriär." Nalić sade själv efter uppbrottet att "Det har varit ett lärorikt år där jag vuxit både som spelare och person. Nu är jag redo för ett nytt äventyr. Jag vill passa på att tacka alla spelare, tränare och supportrar som stöttat oss under det här året."  Ett par veckor tidigare hade Sportbladet gått ut med uppgifter om att Nalić varken trivts socialt eller fotbollsmässigt i Hammarby och därför förväntades bryta sitt kontrakt.

### Almere City
Den 9 februari 2024 skrev Nalić på ett avtal över 2,5 år med den nederländska klubben Almere City FC. Han debuterade för klubben den 25 februari när han fick komma in och spela de sista 30 minuterna i en hemmamatch mot Feyenoord, i Eredivisie. Sitt första mål för klubben - ett nickmål - gjorde han i sitt fjärde framträdande i ligan  den 31 mars mot FC Volendam, och utsågs till matchens bästa spelare ("man of the match").
En period följde med mindre lyckade resultat för klubben, och mindre speltid för Nalić. Det kom att dröja till den 21 december innan han gjorde sitt andra mål för klubben, mot SC Heerenveen, en match som slutade 3-0 - Almeres blott andra vinst i ligaspelet.
Säsongen slutade med att Almere trillade ur högstaligan. Den 5 augusti 2025 bröt Nalić sitt kontrakt med klubben i förtid. Totalt blev det två mål på 29 matcher i Nederländerna.

## Landslagskarriär
I maj 2021 blev Nalić uttagen till det bosniska fotbollslandslagets trupp inför två träningsmatcher mot Montenegro och Danmark. Han spelade från start i båda matcherna. Den 4 september 2021 spelade han 90 minuter i en vänskapsmatch mot Kuwait. Den 7 september fick han återigen förtroendet från start mot Kazakstan i en kvalmatch till VM 2022.

## Spelstil
I samband med att han värvades till Malmö FF beskrev Nalić sig själv som en individuellt skicklig spelare och bra lagspelare som jobbar mycket både offensivt och defensivt, och rör sig på stora ytor över hela planen. Som sina största styrkor nämnde han sin teknik och arbetskapacitet.
Nalić kan spela på samtliga offensiva positioner men även om han i Malmö använts både som centerforward och ytter trivs han allra bäst som spelfördelare och släpande anfallare i en nummer tio-roll.

## Meriter
Malmö FF
- Allsvenskan 2020, guldmedaljör
- Allsvenskan 2021, guldmedaljör
- Svenska cupen 2021/2022, guldmedaljör

## Privatliv
Nalićs farfar Mesud är en klubblegendar i bosniska FK Sloboda Tuzla, som hans son Zlatan både spelat i och varit huvudtränare för. Zlatan Nalić, som spelade i Mjällby AIF på 90-talet, var assisterande tränare när Sverige tog guld i U21-EM 2015. Adi Nalić har en äldre bror, Sandro, som spelat för bland annat Prespa Birlik och IFK Malmö.